# Carme Solsona
Carme Solsona i Piñol es una política española, diputada en el Congreso de los Diputados en la VI Legislatura.
Es licenciada en Historia por la Universidad de Barcelona, fue profesora de Instituto hasta 1980. Militante de Convergencia Democràtica de Catalunya desde 1979, ha sido miembro del Ejecutivo Comarcal del Bajo Llobregat y regidora del Ayuntamiento de San Feliú de Llobregat (1987-1991). Ha sido presidenta de la Asociación Comarcal por la Igualdad de la Mujer en el Bajo Llobregat (ACID) y del Consejo Nacional de Mujeres de Cataluña.[cita requerida]
En las elecciones generales españolas de 1996 fue escogida diputada por Barcelona por CiU, y  fue portavoz en la comisión mixta Congreso-Senado por los derechos de la mujer y de la Comisión de Educación y Cultura.
Desde el 1999 es Secretaria General de la asociación Mujeres por la Libertad y Democracia, miembro de la International Network of Liberal Women, del Lobby Européenne des Femmes y del Consejo Nacional de Mujeres de Cataluña.